# Spree
A Spree (csehül Spréva, szorbul Sprjewja) a Havel 400 km hosszú bal oldali mellékfolyója Németország keleti részén, illetve egy rövid szakaszon Csehországban. 182 km hosszú szakasza hajózható.

## Települések
A Spree Berlin folyója. A német fővároson kívül további jelentősebb települései folyásirányban: Bautzen, Spremberg, Cottbus, Lübbenau, Lübben és Fürstenwalde.

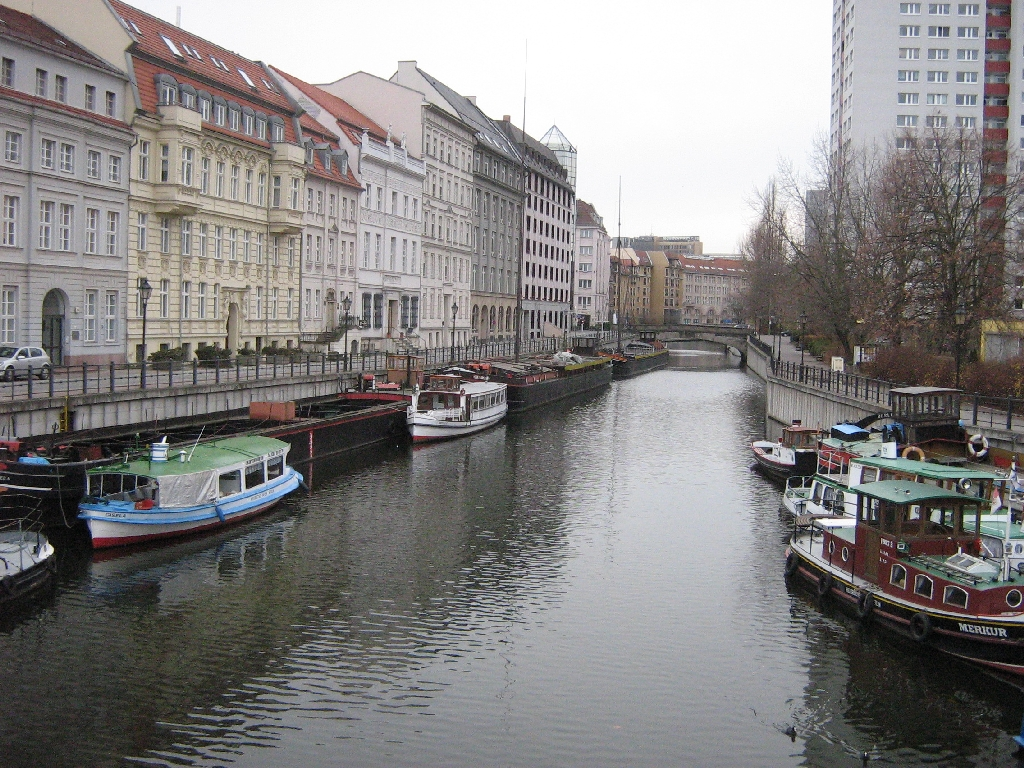
A Spree Berlinben

## Fordítás
- Ez a szócikk részben vagy egészben a Spree című német Wikipédia-szócikk ezen változatának fordításán alapul.  Az eredeti cikk szerkesztőit annak laptörténete sorolja fel. Ez a jelzés csupán a megfogalmazás eredetét és a szerzői jogokat jelzi, nem szolgál a cikkben szereplő információk forrásmegjelöléseként.
- Ez a szócikk részben vagy egészben a Spree című angol Wikipédia-szócikk ezen változatának fordításán alapul.  Az eredeti cikk szerkesztőit annak laptörténete sorolja fel. Ez a jelzés csupán a megfogalmazás eredetét és a szerzői jogokat jelzi, nem szolgál a cikkben szereplő információk forrásmegjelöléseként.